# Wereldbeker shorttrack 2011/2012
De Wereldbeker shorttrack 2011/2012 (officieel: ISU Short Track Speed Skating World Cup 2011-12) was een door de ISU georganiseerde shorttrackcompetitie. De cyclus begon op 22 oktober 2011 in Salt Lake City en eindigde op 12 februari 2012 in Dordrecht.

## Mannen

### Kalender
| Datum                                                       | Plaats         | Onderdeel       | Eerste                                                                      | Tweede                                                                                | Derde                                                                        |
| ----------------------------------------------------------- | -------------- | --------------- | --------------------------------------------------------------------------- | ------------------------------------------------------------------------------------- | ---------------------------------------------------------------------------- |
| 22/10/2011                                                  | Salt Lake City | 500m            | Jon Eley                                                                    | Charles Hamelin                                                                       | Jevgeni Kozoelin                                                             |
| 23/10/2011                                                  | Salt Lake City | 1000m           | Kwak Yoon-gy                                                                | Noh Jin-kyu                                                                           | François-Louis Tremblay                                                      |
| 22/10/2011                                                  | Salt Lake City | 1500m (1)       | Charles Hamelin                                                             | Lee Ho-suk                                                                            | Lee Jung-su                                                                  |
| 23/10/2011                                                  | Salt Lake City | 1500m (2)       | Noh Jin-kyu                                                                 | Kwak Yoon-gy                                                                          | John Robert Celski                                                           |
| 23/10/2011                                                  | Salt Lake City | 5000m aflossing | Canada Guillaume Bastille Michael Gilday François Hamelin Charles Hamelin   | Verenigd Koninkrijk Jon Eley Richard Shoebridge Paul Stanley Jack Whelbourne          | Zuid-Korea Kwak Yoon-gy Lee Ho-suk Noh Jin-kyu Lee Jung-su                   |
| 29/10/2011                                                  | Saguenay       | 500m (1)        | Olivier Jean                                                                | Charles Hamelin                                                                       | Vladimir Grigorev                                                            |
| 29/10/2011                                                  | Saguenay       | 1500m           | Noh Jin-kyu                                                                 | Kwak Yoon-gy                                                                          | Yuzo Takamido                                                                |
| 30/10/2011                                                  | Saguenay       | 500m (2)        | François-Louis Tremblay                                                     | Guillaume Bastille                                                                    | Liang Wenhao                                                                 |
| 30/10/2011                                                  | Saguenay       | 1000m           | Charles Hamelin                                                             | Michael Gilday                                                                        | Olivier Jean                                                                 |
| 30/10/2011                                                  | Saguenay       | 5000m aflossing | Zuid-Korea Kwak Yoon-gy Lee Ho-suk Noh Jin-kyu Sin Da-woon                  | Rusland Jevgeni Kozoelin Vladimir Grigorev Vjatsjetslav Koerginian Semjon Jelistratov | Canada Olivier Jean Michael Gilday François-Louis Tremblay Charles Hamelin   |
| 03/12/2011                                                  | Nagoya         | 1000m (1)       | Kwak Yoon-gy                                                                | J.R. Celski                                                                           | Seo Yi-ra                                                                    |
| 03/12/2011                                                  | Nagoya         | 1500m           | Noh Jin-kyu                                                                 | Lee Ho-suk                                                                            | Charle Cournoyer                                                             |
| 04/12/2011                                                  | Nagoya         | 500m            | Olivier Jean                                                                | Liang Wenhao                                                                          | Gong Qiuwen                                                                  |
| 04/12/2011                                                  | Nagoya         | 1000m (2)       | Charles Hamelin                                                             | Kwak Yoon-gy                                                                          | Michael Gilday                                                               |
| 05/12/2011                                                  | Nagoya         | 5000m aflossing | China Liang Wenhao Song Weilong Wu Dajing Yu Yongjun                        | Rusland Jevgeni Kozoelin Vladimir Grigorev Vjatsjetslav Koerginian Semjon Jelistratov | Japan Yuzo Takamido Yuma Sakurai Daisuke Uemura Yoshiaki Oguro               |
| 10/12/2011                                                  | Shanghai       | 500m (1)        | Olivier Jean                                                                | Gong Qiuwen                                                                           | Daan Breeuwsma                                                               |
| 10/12/2011                                                  | Shanghai       | 1500m           | Noh Jin-kyu                                                                 | Charles Hamelin                                                                       | Kwak Yoon-gy                                                                 |
| 11/12/2011                                                  | Shanghai       | 500m (2)        | Charles Hamelin                                                             | Jon Eley                                                                              | Liang Wenhao                                                                 |
| 11/12/2011                                                  | Shanghai       | 1000m           | Kwak Yoon-gy                                                                | Olivier Jean                                                                          | Noh Jin-kyu                                                                  |
| 11/12/2011                                                  | Shanghai       | 5000m aflossing | China Liang Wenhao Song Weilong Yu Yongjun Wu Dajing                        | Canada Charles Hamelin Michael Gilday Olivier Jean Remi Beaulieu-Tinker               | Verenigd Koninkrijk Jack Whelbourne Jon Eley Paul Stanley Richard Shoebridge |
|                                                             |                |                 |                                                                             |                                                                                       |                                                                              |
| Europese kampioenschappen shorttrack 2012 in Mladá Boleslav |                |                 |                                                                             |                                                                                       |                                                                              |
|                                                             |                |                 |                                                                             |                                                                                       |                                                                              |
| 04/02/2012                                                  | Moskou         | 500m            | Olivier Jean                                                                | Liam McFarlane                                                                        | Charles Hamelin                                                              |
| 04/02/2012                                                  | Moskou         | 1000m           | Kwak Yoon-gy                                                                | Noh Jin-kyu                                                                           | Liang Wenhao                                                                 |
| 05/02/2012                                                  | Moskou         | 1500m (1)       | Lee Jung-su                                                                 | John-Henry Krueger                                                                    | Lee Ho-suk                                                                   |
| 05/02/2012                                                  | Moskou         | 1500m (2)       | Noh Jin-kyu                                                                 | Sin Da-woon                                                                           | John Robert Celski                                                           |
| 05/02/2012                                                  | Moskou         | 5000m aflossing | Canada Charles Hamelin Guillaume Bastille Olivier Jean Remi Beaulieu-Tinker | Zuid-Korea Kwak Yoon-gy Lee Ho-suk Noh Jin-kyu Sin Da-woon                            | China Liang Wenhao Song Weilong Yu Yongjun Gong Qiuwen                       |
| 11/02/2012                                                  | Dordrecht      | 500m            | Simon Cho                                                                   | Kwak Yoon-gy                                                                          | François-Louis Tremblay                                                      |
| 11/02/2012                                                  | Dordrecht      | 1000m (1)       | Guillaume Bastille                                                          | Sjinkie Knegt                                                                         | Niels Kerstholt                                                              |
| 12/02/2012                                                  | Dordrecht      | 1000m (2)       | Noh Jin-kyu                                                                 | Olivier Jean                                                                          | John Robert Celski                                                           |
| 12/02/2012                                                  | Dordrecht      | 1500m           | Noh Jin-kyu                                                                 | Sin Da-woon                                                                           | Semjon Jelistratov                                                           |
| 12/02/2012                                                  | Dordrecht      | 5000m aflossing | Nederland Sjinkie Knegt Niels Kerstholt Daan Breeuwsma Freek van der Wart   | Canada Liam McFarlane François-Louis Tremblay Olivier Jean Remi Beaulieu-Tinker       | Zuid-Korea Kwak Yoon-gy Lee Jung-su Noh Jin-kyu Sin Da-woon                  |
|                                                             |                |                 |                                                                             |                                                                                       |                                                                              |
| Wereldkampioenschappen shorttrack 2012 in Shanghai          |                |                 |                                                                             |                                                                                       |                                                                              |

### Eindstanden
| 500 meter | 500 meter               | 500 meter |
| #         | Naam                    | Punten    |
| --------- | ----------------------- | --------- |
| 1         | Olivier Jean            | 4000      |
| 2         | Charles Hamelin         | 3240      |
| 3         | Liang Wenhao            | 2970      |
| 4         | Gong Qiuwen             | 2798      |
| 5         | Jon Eley                | 2719      |
| 6         | François-Louis Tremblay | 1902      |
| 7         | Lee Ho-suk              | 1897      |
| 8         | Robert Seifert          | 1643      |

| 1000 meter | 1000 meter         | 1000 meter |
| #          | Naam               | Punten     |
| ---------- | ------------------ | ---------- |
| 1          | Kwak Yoon-gy       | 5312       |
| 2          | Noh Jin-kyu        | 3896       |
| 3          | Olivier Jean       | 3264       |
| 4          | Charles Hamelin    | 2000       |
| 5          | John Robert Celski | 1996       |
| 6          | Michael Gilday     | 1952       |
| 7          | Sjinkie Knegt      | 1358       |
| 8          | Guillaume Bastille | 1262       |

| 1500 meter | 1500 meter         | 1500 meter |
| #          | Naam               | Punten     |
| ---------- | ------------------ | ---------- |
| 1          | Noh Jin-kyu        | 6000       |
| 2          | Sin Da-woon        | 3280       |
| 3          | Kwak Yoon-gy       | 2978       |
| 4          | Lee Ho-suk         | 2240       |
| 5          | Charles Hamelin    | 2088       |
| 6          | Yuzo Takamido      | 1846       |
| 7          | Song Weilong       | 1842       |
| 8          | Semjon Jelistratov | 1720       |

| 5000 meter aflossing | 5000 meter aflossing | 5000 meter aflossing |
| #                    | Land                 | Punten               |
| -------------------- | -------------------- | -------------------- |
| 1                    | Canada               | 3600                 |
| 2                    | Zuid-Korea           | 3080                 |
| 3                    | China                | 2968                 |
| 4                    | Rusland              | 2522                 |
| 5                    | Verenigd Koninkrijk  | 2362                 |
| 6                    | Nederland            | 2332                 |
| 7                    | Verenigde Staten     | 1542                 |
| 8                    | Japan                | 1426                 |

## Vrouwen

### Kalender
| Datum                                                       | Plaats         | Discipline      | Eerste                                                                    | Tweede                                                                      | Derde                                                                         |
| ----------------------------------------------------------- | -------------- | --------------- | ------------------------------------------------------------------------- | --------------------------------------------------------------------------- | ----------------------------------------------------------------------------- |
| 22/10/2011                                                  | Salt Lake City | 500m            | Marianne St-Gelais                                                        | Martina Valcepina                                                           | Jessica Smith                                                                 |
| 23/10/2011                                                  | Salt Lake City | 1000m           | Yui Sakai                                                                 | Lana Gehring                                                                | Alyson Dudek                                                                  |
| 22/10/2011                                                  | Salt Lake City | 1500m (1)       | Katherine Reutter                                                         | Valérie Maltais                                                             | Lee Eun-byul                                                                  |
| 23/10/2011                                                  | Salt Lake City | 1500m (2)       | Katherine Reutter                                                         | Lee Eun-byul                                                                | Li Jianrou                                                                    |
| 23/10/2011                                                  | Salt Lake City | 3000m aflossing | China Li Jianrou Liu Qiuhong Fan Kexin Xiao Han                           | Zuid-Korea Cho Ha-ri Kim Dam Min Lee Eun-byul Son Soo-min                   | Rusland Tatjana Borodoelina Jekatarina Baranok Olga Beljakova Nina Jevtejeva  |
| 29/10/2011                                                  | Saguenay       | 500m (1)        | Marianne St-Gelais                                                        | Martina Valcepina                                                           | Liu Qiuhong                                                                   |
| 29/10/2011                                                  | Saguenay       | 1500m           | Arianna Fontana                                                           | Lee Eun-byul                                                                | Cho Ha-ri                                                                     |
| 30/10/2011                                                  | Saguenay       | 500m (2)        | Arianna Fontana                                                           | Martina Valcepina                                                           | Liu Qiuhong                                                                   |
| 30/10/2011                                                  | Saguenay       | 1000m           | Marianne St-Gelais                                                        | Elise Christie                                                              | Cho Ha-ri                                                                     |
| 30/10/2011                                                  | Saguenay       | 3000m aflossing | China Li Jianrou Liu Qiuhong Fan Kexin Xiao Han                           | Canada Marie-Ève Drolet Marianne St-Gelais Valérie Maltais Caroline Truchon | Japan Ayuko Ito Biba Sakurai Yui Sakai Sayuri Shimizu                         |
| 03/12/2011                                                  | Nagoya         | 1000m (1)       | Yui Sakai                                                                 | Elise Christie                                                              | Katherine Reutter                                                             |
| 03/12/2011                                                  | Nagoya         | 1500m           | Arianna Fontana                                                           | Cho Ha-ri                                                                   | Lana Gehring                                                                  |
| 04/12/2011                                                  | Nagoya         | 500m            | Arianna Fontana                                                           | Yui Sakai                                                                   | Martina Valcepina                                                             |
| 04/12/2011                                                  | Nagoya         | 1000m (2)       | Li Jianrou                                                                | Lin Meng                                                                    | Xiao Han                                                                      |
| 05/12/2011                                                  | Nagoya         | 3000m aflossing | Italië Arianna Fontana Cecilia Maffei Arianna Valcepina Martina Valcepina | Japan Ayuko Ito Sayuri Shimizu Yui Sakai Marie Yoshida                      | China Liu Qiuhong Fan Kexin Lin Meng Xiao Han                                 |
| 10/12/2011                                                  | Shanghai       | 500m (1)        | Fan Kexin                                                                 | Liu Qiuhong                                                                 | Jessica Smith                                                                 |
| 10/12/2011                                                  | Shanghai       | 1500m           | Cho Ha-ri                                                                 | Katherine Reutter                                                           | Xiao Han                                                                      |
| 11/12/2011                                                  | Shanghai       | 500m (2)        | Arianna Fontana                                                           | Liu Qiuhong                                                                 | Fan Kexin                                                                     |
| 11/12/2011                                                  | Shanghai       | 1000m           | Katherine Reutter                                                         | Li Jianrou                                                                  | Yui Sakai                                                                     |
| 11/12/2011                                                  | Shanghai       | 3000m aflossing | China Liu Qiuhong Li Jianrou Xiao Han Fan Kexin                           | Verenigde Staten Lana Gehring Alyson Dudek Katherine Reutter Jessica Smith  | Japan Ayuko Ito Sayuri Shimizu Yui Sakai Marie Yoshida                        |
|                                                             |                |                 |                                                                           |                                                                             |                                                                               |
| Europese kampioenschappen shorttrack 2012 in Mladá Boleslav |                |                 |                                                                           |                                                                             |                                                                               |
|                                                             |                |                 |                                                                           |                                                                             |                                                                               |
| 04/02/2012                                                  | Moskou         | 500m            | Fan Kexin                                                                 | Arianna Fontana                                                             | Liu Qiuhong                                                                   |
| 04/02/2012                                                  | Moskou         | 1000m           | Elise Christie                                                            | Liu Qiuhong                                                                 | Yui Sakai                                                                     |
| 05/02/2012                                                  | Moskou         | 1500m (1)       | Cho Ha-ri                                                                 | Lee Eun-byul                                                                | Valérie Maltais                                                               |
| 05/02/2012                                                  | Moskou         | 1500m (2)       | Lee Eun-byul                                                              | Cho Ha-ri                                                                   | Katherine Reutter                                                             |
| 05/02/2012                                                  | Moskou         | 3000m aflossing | China Liu Qiuhong Li Jianrou Kong Xue Fan Kexin                           | Verenigde Staten Lana Gehring Alyson Dudek Tamara Frederick Emily Scott     | Nederland Jorien ter Mors Sanne van Kerkhof Yara van Kerkhof Annita van Doorn |
| 11/02/2012                                                  | Dordrecht      | 500m            | Arianna Fontana                                                           | Marianne St-Gelais                                                          | Martina Valcepina                                                             |
| 11/02/2012                                                  | Dordrecht      | 1000m (1)       | Marianne St-Gelais                                                        | Jorien ter Mors                                                             | Liu Qiuhong                                                                   |
| 12/02/2012                                                  | Dordrecht      | 1000m (2)       | Lana Gehring                                                              | Marie-Ève Drolet                                                            | Li Jianrou                                                                    |
| 12/02/2012                                                  | Dordrecht      | 1500m           | Lana Gehring                                                              | Cho Ha-ri                                                                   | Fan Kexin                                                                     |
| 12/02/2012                                                  | Dordrecht      | 3000m aflossing | China Liu Qiuhong Li Jianrou Lin Meng Fan Kexin                           | Verenigde Staten Lana Gehring Alyson Dudek Tamara Frederick Emily Scott     | Japan Ayuko Ito Sayuri Shimizu Yui Sakai Biba Sakurai                         |
|                                                             |                |                 |                                                                           |                                                                             |                                                                               |
| Wereldkampioenschappen shorttrack 2012 in Shanghai          |                |                 |                                                                           |                                                                             |                                                                               |

### Eindstanden
| 500 meter | 500 meter          | 500 meter |
| #         | Naam               | Punten    |
| --------- | ------------------ | --------- |
| 1         | Arianna Fontana    | 4800      |
| 2         | Martina Valcepina  | 3942      |
| 3         | Liu Qiuhong        | 3930      |
| 4         | Fan Kexin          | 3690      |
| 5         | Marianne St-Gelais | 3312      |
| 6         | Jessica Smith      | 2031      |
| 7         | Caroline Truchon   | 1958      |
| 8         | Zhao Nannan        | 1646      |

| 1000 meter | 1000 meter         | 1000 meter |
| #          | Naam               | Punten     |
| ---------- | ------------------ | ---------- |
| 1          | Yui Sakai          | 4202       |
| 2          | Li Jianrou         | 3312       |
| 3          | Elise Christie     | 3230       |
| 4          | Lana Gehring       | 3152       |
| 5          | Marianne St-Gelais | 2169       |
| 6          | Liu Qiuhong        | 1788       |
| 7          | Katherine Reutter  | 1668       |
| 8          | Ayuko Ito          | 1628       |

| 1500 meter | 1500 meter        | 1500 meter |
| #          | Naam              | Punten     |
| ---------- | ----------------- | ---------- |
| 1          | Cho Ha-ri         | 5040       |
| 2          | Lee Eun-byul      | 4302       |
| 3          | Lana Gehring      | 2952       |
| 4          | Katherine Reutter | 2800       |
| 5          | Valérie Maltais   | 2632       |
| 6          | Arianna Fontana   | 2525       |
| 7          | Marie-Ève Drolet  | 1936       |
| 8          | Emily Scott       | 1697       |

| 3000 meter aflossing | 3000 meter aflossing | 3000 meter aflossing |
| #                    | Land                 | Punten               |
| -------------------- | -------------------- | -------------------- |
| 1                    | China                | 4000                 |
| 2                    | Verenigde Staten     | 2810                 |
| 3                    | Japan                | 2720                 |
| 4                    | Italië               | 2230                 |
| 5                    | Canada               | 2086                 |
| 6                    | Zuid-Korea           | 1948                 |
| 7                    | Nederland            | 1874                 |
| 8                    | Rusland              | 1808                 |